# Rise of the Triad
Rise of the Triad — компьютерная игра в жанре шутер от первого лица, использующая модифицированный движок Wolfenstein 3D.

## Сюжет
Действие игры происходит на рубеже XX—XXI веков (во вступительном ролике игры говорится «One Year In Future», что можно перевести как «в следующем году» или «в каком-то году в будущем»), на острове Сан-Николас, к которому прибыла спецгруппа HUNT (High-risk United Nations Taskforce) с заданием провести расследование деятельности некоей «Триады» — тоталитарной оккультной военизированной организации, угрожающей человечеству и базирующейся на этом острове.
Но во время исследования заброшенного, казалось бы, острова герой оказывается окружён вражескими солдатами. Лодку, на которой герой прибывает на остров, уничтожают. Игроку остается только прорываться с боем с острова-крепости, попутно обнаружив местоположение главаря «Триады» и устранив его.
Игрок может выбрать одного из членов отряда HUNT в качестве протагониста, каждый из персонажей отличается своими способностями. Среди оружия есть как научно-фантастические виды вооружения, так и магические, созданные безумными технократами «Триады».
Игроку противодействует террористическая организация сектантского типа под названием «Триада», основанная вскоре после Второй мировой войны в результате сотрудничества бывших нацистов и членов некоего оккультного общества с целью воплощения нового мирового порядка. Для этой цели «Триада» разрабатывает оружие массового поражения и пытается наладить контакт с потусторонними силами.
«Триада» фактически являет собой тоталитарную секту, её члены делятся на два «вида»: обычных бойцов, носящих униформу, похожую на форму Вермахта и СС, и вооружённых немецким оружием времен Второй мировой (МР-40, пистолет Walther PP и др.), что подчеркивает неонацистский характер этой организации, и культистов — людей с необычайными способностями, облаченных в коричневые рясы.
Во главе стоят трое «боссов» игры: «генерал» Джон Дарриан, миллиардер-инвалид Себастьян Крист и полумифический Эль-Оскуро, верховный служитель культа.

## Концепция и игровой мир
На начальном этапе создания Rise Of The Triad была лишь сиквелом к Wolfenstein 3D под названием Wolfenstein 3D 2: Rise Of The Triad. Однако этого не произошло по причине внезапного конфликта Apogee (разработчика) и id Software.
Сюжетом сиквела «Триада» позиционировалась как организация-преемник Третьего рейха, и предполагалось, что её руководителями будут бывшие высокопоставленные функционеры НСДАП и члены высшего командного состава Вермахта и СС. Главным героем должен был стать знакомый по Wolfenstein 3D Уильям Джозеф «B.J.» Бласковиц, который по сюжету должен был разоблачить «Триаду» и пресечь её попытку развязать Третью мировую войну.
По сравнению с вышедшей Rise Of The Triad, Wolfenstein 3D 2: Rise Of The Triad имела множество отличий: должна была присутствовать нацистская символика на знамёнах и нарукавных повязках, а враги были облачены в немецкую форму времён Второй мировой войны. Отсутствовала также научно-фантастическая составляющая: не было культистов и роботов, уровни были «коридорными» (протагонисту предстояло блуждать внутри системы подземелий); оружие было как в оригинальном Wolfenstein 3D, но с добавлением нескольких видов гранатомётов.

### Особенности игрового мира
Игровой мир создан в духе тоталитарной эстетики, навеянной Третьим рейхом, что отражено как в форме противников и их вооружении, так и наличием аллюзий к оккультизму нацистов (в частности, сама «Триада» является неким гибридом СС и Аненербе), и самим обликом игрового мира: территория «Триады» является городом-крепостью с угловатыми типовыми зданиями, пространство города разделено на сектора с помощью массивных гермодверей, необычайно толстые стены построек — все это свидетельствует об изоляционистских стремлениях его обитателей.
Весьма своеобразной является архитектура, она выполнена в стиле классицизма и ампира с примесью готики. Вообще сами помещения и их интерьер явно отсылает к территории съездов НСДАП в Нюрнберге. Все это великолепие освещается обилием «живого огня» — освещением в виде огромного количества светильников-факелов.
В помещениях и дворах находится множество знамён с символикой «Триады», а также давящие на психику повторяющиеся произведения изобразительного искусства, такие как аляповатые скульптуры воинов в античном стиле, колонны в виде огромных когтистых лап, повсеместные изображения оскаленных морд хищных зверей и неестественные, со странными чертами лица людей.

## Многопользовательская игра
В многопользовательской игре поддерживается девять режимов:
- Normal (Нормальная игра) — обычный deathmatch.
- Score More (Заработай больше) — deathmatch, где игрок получает дополнительные очки за убийство из обычного оружия, за убийство игрока в воздухе и за убийство игрока прыжком на его голову.
- Collector (Коллекционер) — игроки должны собрать как можно больше символов Триады. Оружие не используется.
- Scavenger (Падальщик) — то же самое, что и Collector, но с оружием.
- Hunter (Охотник) — один игрок назначается ведущим, и только он получает очки за убийство других игроков. Через фиксированный промежуток времени игроки по очереди меняются ролями.
- Tag (Салочки) — один игрок назначается ведущим. Он должен прикоснуться к другому игроку и нажать «использовать», чтобы передать ему роль ведущего и получить очко.
- Eluder (Беглецы) — игроки должны догнать движущиеся символы Триады и «отметить» их, чтобы получить очки.
- Deluder — аналогично Eluder, но очки даются за разрушение символов.
- Capture the Triad — захват символа Триады противника. Прототипом режима является захват флага на местности. Считается, что Rise of the Triad — первая компьютерная игра, в которой был реализован этот режим.

## Технология
Игра использует расширенный движок Wolfenstein 3D.
Основные нововведения движка:
- Появилась поддержка «уровней» высоты, а также специальные спрайты-объекты, на которых игрок мог стоять и проходить под ними. Возможность смотреть вверх и вниз (до 45 градусов).
- Увеличение качества спрайтов и текстур.
- Выбор из пяти персонажей для игрока с разными характеристиками (скорость бега, здоровье, вооружение).
- Особая интерпретация искажений перспективы, создающая эффект огромнейших пространств.
- Динамическое освещение.
- Эффект параллакса для текстуры неба.
- Разрушаемые объекты, поддержка следов от выстрелов на стенах.
- Регулируемый уровень насилия.
- Мультиплеер до 11 игроков по сети и 9 игровых режимов с настройками.
- Возможность отправки голосовых сообщений в мультиплеере.

## Ремейк и сиквел
В 2009 году Скотт Миллер, глава 3D Realms, сообщил, что Rise of the Triad «получит современную перезагрузку».
31.07.2013 был выпущен ремейк игры на движке Unreal Engine 3. Летом 2018 года, благодаря уязвимости в защите Steam Web API, стало известно, что точное количество пользователей сервиса Steam, которые играли в ремейк хотя бы один раз, составляет 272 986 человек.